# Martin Rushent
Martin Rushent (11 juillet 1948 – 4 juin 2011) est un producteur de musique anglais, mieux connu pour son travail avec The Human League, The Stranglers, les Buzzcocks et Téléphone.

## Enfance
Rushent est né le 11 juillet 1948 à Enfield, Middlesex. Son père est vendeur de voiture. Rushent fréquente la grammar school Minchenden à Southgate, Middlesex.

## Carrière

### Les débuts
Sa première expérience dans un studio d'enregistrement a lieu dans les locaux d'EMI à Manchester Square, Londres, lorsque le groupe de son école (dont il est le chanteur principal) a l'occasion d'enregistrer une démo. Après avoir quitté l'école, Rushent, qui avait déjà expérimenté un enregistreur 4 pistes avec son père, travaille dans une usine de produits chimiques, avant de postuler pour des emplois en studios. Après de nombreux refus, Rushent est embauché par Advision Studios, dans le quartier de Fitzrovia, comme projectionniste de films 35mm. Après environ trois mois, Rushent commence à travailler dans le département audio comme opérateur aux côtés de Tony Visconti. Il participe aux sessions de Fleetwood Mac, T. Rex, Yes, Emerson, Lake & Palmer, Petula Clark, Jerry Lee Lewis et Osibisa.
Rushent passe progressivement d'assistant ingénieur du son à ingénieur en chef. Il travaille ensuite en indépendant, se construisant une réputation, et est employé par United Artists (UA). Chez UA, Rushent enregistre des sessions aux côtés de Martin Davies, pour des artistes tels que Shirley Bassey et les Buzzcocks, et il convainc la compagnie de signer The Stranglers, à condition que ce soit lui qui produise le groupe. Rushent produit les albums Rattus Norvegicus, No more Heroes et Black and White, et enregistre des démos pour Joy Division, avant de se lasser de son parcours londonien et de quitter d'UA à la fin des années 1970. Puis il réalise les albums Crache ton venin et Au cœur de la nuit du groupe français Téléphone sortis en 1979 et 1980.

### Synthpop
Rushent exprime le désir de s'éloigner des groupes de guitare, et achète une boîte à rythme Linn LM-1, des synthétiseurs Roland MC-8 Microcomposer et Jupiter-8 pour apprendre le séquençage et les techniques de synthétisation. Il crée son propre studio, Génétic, avec des synthétiseurs Synclavier et Fairlight CMI et une console de mixage MCI. Il dépense £35 000 uniquement pour la climatisation, et a un enregistreur numérique Mitsubishi Electric coûtant 75 000 livres.
Rushent utilise son matériel Roland pour enregistrer Homosapien, le premier album solo de Pete Shelley. Des démos, prévues à l'origine pour le quatrième album des Buzzcocks, sont considérées par Shelley et Rushent comme libérables, et Shelley signe un contrat avec Island Records. Leur travail est entendu par Simon Draper de Virgin Records, qui demande à Rushent de produire The Human League. Le travail de Rushent sur leur album Dare en 1981 lui vaut le BRIT Award du Meilleur producteur Britannique en 1982.
La production de Rushent sur Dare frustra le guitariste du groupe Jo Callis, la seule guitare présente sur l'album ayant été utilisée pour lancer une "noise gate" au synthétiseur. La chanteuse Susan Sulley est également déçue par la lenteur du travail de Rushent à la programmation de synthés. En 1983, Rushent quitte son propre studio après que Sulley ait fait un commentaire arbitraire à son sujet. Dans les années 1980, Rushent travaille avec XTC, Generation X, Altered Images et les Go-Go's.
Rushent décide de prendre une pause de la production en 1984, et vend tous ses actifs – y compris le studio Génétic. Il occupe brièvement un poste de consultant chez Virgin, mais prend sa retraite de l'industrie afin d'élever ses enfants.

### Retour à la production
Rushent revient à l'industrie de la musique dans le milieu des années 1990, lorsqu'il crée Gush, un club dance à Greenham Common. The Prodigy est en tête d'affiche de la soirée d'ouverture du club, avec Mad Professor et LTJ Bukem. Son intérêt pour la production renaît bientôt, et il décide de rattraper son retard sur les avancées technologiques qu'il a manqué.
Rushent construit son Home studio autour d'une console Mackie, un enregistreur Alesis ADAT HD24 et un séquenceur Cubase 5, avec lesquels il produit la musique de The Pipettes, Does It Offend You, Yeah? et Killa Kela. En 2005, il a produit l'album Hidden Heart d'Hazel O'Connor. L'année suivante, il participe au festival BBC Electric Proms en enregistrant Enid Blitz, les gagnants dans la région de Brighton, dans le manoir de Brentford.
En 2007, Rushent produit Cherry Vanilla de The (Fabulous) Cult of John Harley. L'enregistrement est utilisé par la chanteuse et actrice américaine Cherry Vanilla pour le lancement de son autobiographie Lick Me: How I Became Cherry Vanilla.
Au moment de sa mort, Rushent travaillait sur une nouvelle version de Dare pour le 30e anniversaire de sa sortie, remixé comme l'album Love and Dancing, mais en utilisant de vrais instruments de musique au lieu de synthétiseurs.

## Vie privée
En 1972, Rushent épouse Linda Trodd, avec qui il a trois enfants – une fille Joanne et deux fils Tim et James. Ils se séparent dans les années 1980, et Rushent épouse ensuite Ceri Davis, avec qui il a une fille nommée Amy. Rushent vécu avec le Ceri et Amy dans le village du Berkshire, dans le haut Basildon. Son fils James est le chanteur du groupe de dance-punk Does It Offend You, Yeah?. Rushent disparaît le 4 juin 2011.

## Discographie
| Year | Artiste                          | Enregistrement                        | Type           | Role                         | Reference |
| ---- | -------------------------------- | ------------------------------------- | -------------- | ---------------------------- | --------- |
| 1970 | Andrew Lloyd Webber              | Jesus Christ Superstar                | album studio   | Ingénieur du son             |           |
| 1971 | T-Rex                            | Electric Warrior                      | album studio   | Ingénieur du son             | [ 12 ]    |
| 1971 | Gentle Giant                     | Acquiring the Taste                   | album studio   | Ingénieur du son             |           |
| 1971 | Compost                          | Compost                               | album studio   | Ingénieur du son, producteur |           |
| 1971 | Stone the Crows                  | Teenage Licks                         | album studio   | Ingénieur du son             |           |
| 1971 | Fleetwood Mac                    | Future Games                          | album studio   | Ingénieur du son             |           |
| 1972 | Groundhogs                       | Hogwash                               | album studio   | Ingénieur du son             |           |
| 1972 | Gentle Giant                     | Three Friends                         | album studio   | Ingénieur du son             |           |
| 1972 | Gentle Giant                     | Octopus                               | album studio   | Ingénieur du son             |           |
| 1972 | Stone the Crows                  | Ontinuous Performance                 | album studio   | Ingénieur du son             |           |
| 1972 | Shirley Bassey                   | I Capricorn                           | album studio   | Ingénieur du son             |           |
| 1973 | Curved Air                       | Air Cut                               | album studio   | Producteur                   | [ 13 ]    |
| 1973 | Chaos                            | Down At The Club/You Could Be My Girl | Single         | Compositeur, producteur      |           |
| 1973 | Johnny Harris                    | All to Bring You Morning              | album studio   | Ingénieur du son, remixeur   |           |
| 1973 | Badger                           | One Live Badger                       | album live     | Ingénieur du son             |           |
| 1974 | Riff Raff                        | Original Man                          | album studio   | Ingénieur du son             | [ 14 ]    |
| 1974 | The Sensational Alex Harvey Band | The Impossible Dream                  | album studio   | Ingénieur du son             |           |
| 1974 | Snafu                            | Situation Normal                      | album studio   | Ingénieur du son             |           |
| 1974 | Premiata Forneria Marconi        | The World Became the World            | album studio   | Ingénieur du son             |           |
| 1975 | Danny Kirwan                     | Second Chapter                        | album studio   | Producteur                   | [ 15 ]    |
| 1975 | Banco del Mutuo Soccorso         | Banco                                 | album studio   | Ingénieur du son             |           |
| 1975 | Shirley Bassey                   | Good, Bad, but Beautiful              | album studio   | Ingénieur du son             |           |
| 1975 | Zzebra                           | Panic                                 | album studio   | Ingénieur du son             |           |
| 1976 | Roderick Falconer                | New Nation                            | album studio   | Ingénieur du son             |           |
| 1976 | McKendree Spring                 | Too Young to Feel This Old            | album studio   | Ingénieur du son             |           |
| 1976 | Shirley Bassey                   | Love Life and Feelings                | album studio   | Ingénieur du son             |           |
| 1977 | The Stranglers                   | Rattus Norvegicus                     | album studio   | Producteur                   |           |
| 1977 | The Stranglers                   | No More Heroes                        | album studio   | Producteur                   |           |
| 1978 | The Stranglers                   | Black and White                       | album studio   | Producteur                   |           |
| 1978 | Buzzcocks                        | Another Music in a Different Kitchen  | album studio   | Producteur                   | [ 16 ]    |
| 1978 | Generation X                     | Generation X                          | album studio   | Producteur                   | [ 17 ]    |
| 1978 | Buzzcocks                        | Love Bites                            | album studio   | Producteur                   |           |
| 1978 | 999                              | Separates                             | album studio   | Producteur                   | [ 18 ]    |
| 1978 | Ian Gomm                         | Gomm with the Wind                    | album studio   | Producteur                   |           |
| 1978 | Dr Feelgood                      | Private Practice                      | album studio   | Producteur                   |           |
| 1978 | Ian Gomm                         | Summer Holiday                        | album studio   | Producteur                   |           |
| 1979 | The Stranglers                   | Live (X Cert)'                        | album live     | Producteur                   |           |
| 1979 | Téléphone                        | Crache Ton Venin                      | album studio   | Producteur                   | [ 19 ]    |
| 1979 | Buzzcocks                        | A Different Kind of Tension           | album studio   | Producteur                   | [ 20 ]    |
| 1979 | Jean-Jacques Burnel              | Euroman Cometh                        | album studio   | Producteur                   | [ 21 ]    |
| 1980 | Téléphone                        | Au Cœur De La Nuit                    | album studio   | Producteur                   |           |
| 1980 | Rachel Sweet                     | Protect the Innocent                  | album studio   | Producteur                   | [ 22 ]    |
| 1981 | The Human League                 | Dare                                  | album studio   | Producteur                   |           |
| 1981 | Pete Shelley                     | Homosapien                            | album studio   | Producteur                   |           |
| 1981 | The Raybeats                     | Guitar Beat                           | album studio   | Producteur                   | [ 23 ]    |
| 1981 | Altered Images                   | Happy Birthday                        | album studio   | Ingénieur du son, producteur |           |
| 1981 | Deke Leonard                     | Before Your Very Eyes                 | album studio   | Ingénieur du son, producteur |           |
| 1981 | The dB's                         | Stands for Decibels                   | album studio   | Mixage                       |           |
| 1982 | The Human League                 | Love and Dancing                      | album de remix | Producteur                   |           |
| 1982 | Altered Images                   | Pinky Blue                            | album studio   | Producteur                   | [ 24 ]    |
| 1982 | The Members                      | Uprhythm, Downbeat                    | album studio   | Producteur                   | [ 25 ]    |
| 1983 | The Human League                 | Fascination!                          | E.P.           | Producteur                   |           |
| 1983 | Pete Shelley                     | XL1                                   | album studio   | Producteur                   | [ 26 ]    |
| 1983 | Intaferon                        | Get Out Of London                     | Single / 12"   | Producteur                   | [ 27 ]    |
| 1984 | The Human League                 | Hysteria                              | album studio   | Programmeur                  |           |
| 1984 | Hazel O'Connor                   | Smile                                 | album studio   | Producteur                   |           |
| 1984 | The Go-Go's                      | Talk Show                             | album studio   | Ingénieur du son, producteur | [ 28 ]    |
| 1985 | Associates                       | Perhaps                               | album studio   | Producteur                   | [ 29 ]    |
| 1988 | Do-Re-Mi                         | The Happiest Place in Town            | album studio   | Producteur                   |           |
| 1988 | Associates                       | Heart of Glass                        | Single         | Producteur                   |           |
| 1990 | The Human League                 | Heart Like a Wheel                    | Single         | Producteur                   |           |
|      | Blonde Amer                      | Blonde Amer                           | Album studio   | Producteur                   |           |
| 1993 | Flop                             | Whenever You're Ready                 | album studio   | Producteur                   |           |
| 1997 | Ian Gomm                         | Come On                               | Single         | Producteur                   |           |
| 2005 | Hazel O'Connor                   | Hidden Heart                          | album studio   | Producteur                   |           |
| 2005 | Carl Barat                       | Under the Influence                   | album studio   | Producteur                   |           |
| 2009 | Killa Kela                       | Amplified                             | album studio   | Producteur                   | [ 30 ]    |
| 2010 | The Pipettes                     | Earth vs. The Pipettes                | album studio   | Producteur                   | [ 31 ]    |
| 2011 | Does It Offend You, Yeah?        | Don't Say We Didn't Warn You          | album studio   | Producteur                   |           |
| 2011 | The Pipettes                     | Boo Shuffle                           | Single         | Producteur                   |           |